# اسفنا سفلی
اسفنا سفلی روستایی در دهستان هنزا بخش هنزا شهرستان رابر استان کرمان ایران است.

## جمعیت
بر پایه سرشماری عمومی نفوس و مسکن در سال ۱۳۹۵ جمعیت این مکان ۱۲۷ نفر (۳۸خانوار) بوده‌است.